# Wolica Ługowa
Wolica Ługowa est une localité polonaise de la gmina de Sędziszów Małopolski, située dans le powiat de Ropczyce-Sędziszów en voïvodie des Basses-Carpates.